# Alfredo Luciani
Alfredo Luciani (Pescosansonesco, 5 novembre 1887 – Pescara, 13 giugno 1969) è stato un poeta italiano.

## Biografia
Nato da una famiglia benestante, Alfredo Luciani frequenta il Ginnasio a Chieti e poi a Sulmona. Si laurea in Lettere all'Università Federico II di Napoli con una tesi sul marchese Cappelli, umanista abruzzese; suo relatore è il professor Francesco Torraca. Nel 1910 si innamora di una contadina e suo padre lo caccia di casa, ma lui si sposa e, dopo aver girato l'Abruzzo come insegnante di scuola media, stabilisce la sua residenza a Pescara. Conosce Benedetto Croce e Gabriele D'Annunzio, che dimostrano di apprezzare le sue poesie, tanto che il poeta dell'Alcyone scrive all'editore Rocco Carabba di Lanciano per raccomandarne l'opera in versi.
Ma con Carabba non si conclude niente, e quando Luciani riesce a pubblicare con l'editore Bonanni di Ortona (CH), il prefatore D'Annunzio si rende irreperibile. La prima raccolta del poeta di Pescosansonesco, intitolata Stelle lucende: canzoniere abruzzese, uscirà nel 1913, con la sola lettera di presentazione di D'Annunzio.
La versificazione di Luciani è aderente al più perfetto metro tradizionale, senza alcun artificio retorico; le immagini evocate nei suoi versi sono quelle di un passato paesano, delle delicatezze bucoliche, della carnale innocenza delle sue genti. La sua lingua poetica è un riuscito tentativo di dialetto regionale, una koinè, Luciani preferirà l'idioma della provincia di Chieti,  a lui più congeniale. Tale primo tentativo di unificazione dialettale dell'Abruzzo troverà il suo successo col poeta Ottaviano Giannangeli.
Nel 1924 la prematura morte del figlio Domenico segnerà profondamente lo spirito di Luciani, operando in lui una vera e propria conversione religiosa. Col tempo sarebbe divenuto, come egli stesso amava definirsi, un giullare cristiano, mettendo in versi la vita del Beato Nunzio Sulprizio e di San Gabriele. 
Nel 1934 fonda a Pescara, insieme a Luigi Polacchi, la Casa di Poesia, ritrovo di poeti ed artisti da ogni parte d'Italia. Alla cerimonia d'inaugurazione partecipa il celebre Trilussa, e della prima tessera di socio viene insignito Gabriele D'Annunzio. 
L'opera di Alfredo Luciani giunge alla fama nazionale grazie all'antologia Poeti dialettali del Novecento, curata da Pier Paolo Pasolini (che loda il "sentimento di calore, di offerta" della sua poesia, la quale "resta affidata ai momenti più felici dell'ispirazione") e Mario dell'Arco, edita nel 1952 da Guanda. La sua ultima raccolta di versi, Poesie, edita da Trebi di Pescara, risale al '63.
Muore a 81 anni. 
Nel 1996 il professor Ottaviano Giannangeli realizza un'edizione critica dell'intero corpus poetico di Luciani, dal titolo L'opera in dialetto (L'Aquila, Edizioni Textus), curando anche la traduzione italiana dei versi in vernacolo insieme a Rino Panza e Mario D'Arcangelo.

## Opere
- Stelle lucende. Canzoniere abruzzese, Ortona, Vincenzo Bonanni Editore, 1913
- Poesie, Napoli, Riccardo Ricciardi Editore, 1921
- Collane di Sonetti, Firenze, Frontespizio, 1931
- A Padre Pio da Pietralcina [sic] O.M.C. Tre sonetti abruzzesi, Pescara, Tipografia Alessandro Verrocchio, 1936
- La vera storia de Sante Nunzie. Poemetto abruzzese in sette canti, Lanciano, Tipografia Masciangelo, 1936 (2ª edizione, Pescara, Tipografia Donato e Nicola De Arcangelis, 1936; 3ª edizione, Pescara, Casa editr. Nunzio Sulplizio, 1954; 4ª edizione, Pescara, Casa editr. Nunzio Sulplizio, 1964)
- Poesie: Fronne d'ulive, Roma, Banco dei Poeti, 1947
- La vera storia de San Gabbriele. Poemetto in dialetto abruzzese in dieci canti, Teramo, San Gabriele dell'Addolorata, 1952
- Gocce di poesia. Liriche, Milano, Edizioni del Cavalluccio, 1962
- Poesie, Pescara, Trebi, 1963